# 2010年冬季奧林匹克運動會塞爾維亞代表團
塞爾維亞在本屆冬季奧運中，是首度以獨立代表團的身分參賽。在此之前，該國的運動員是屬於南斯拉夫及塞蒙代表團的一部份。並未取得任何一面獎牌。

## 外部連結
- Састав олимпијском тима на ЗОИ 2010.（页面存档备份，存于）